# Plazmafizika
A plazmafizika a plazma tanulmányozásával foglalkozó tudományág. A plazma az anyag negyedik halmazállapota. A látható világegyetem túlnyomó része plazmából áll.
A plazma az anyag olyan állapota, ami elegendő számú, elektromosan töltött részecskét tartalmaz ahhoz, hogy ezek szabad mozgását elektromágneses erők határozzák meg. A gyakorlatban már kis mértékű ionizáció is elegendő egy gáz számára, hogy elektromágneses tulajdonságokat mutasson. Már 0,1%-os ionizáció esetén is a gáz a maximális elektromos vezetőképességének a felét eléri (amit 1%-os ionizáció esetén elér).

## A plazma kifejezés eredete
Jan Evangelista Purkinje cseh fiziológus a 19. század közepén bevezeti a „plazma” görög szó használatát (jelentése: „formázott”), amivel azt a tiszta folyadékot jelzi, amely a vérből az összes anyag eltávolítása után marad.
Fél évszázaddal később Irving Langmuir amerikai tudós 1928-ban vetette fel, hogy az ionizált gázban lévő elektronok, ionok és semleges részecskék hasonlóképpen úgy tekinthetők, mint korpuszkuláris anyagok, amelyek valamilyen folyékony közeget alkotnak és az ezek eltávolítása utáni közeget plazmának nevezte.
Azonban kiderült, hogy a vértől eltérően, ahol folyékony közeg van jelen, ami a szemcsés anyagot hordozza, a plazmában nincs „folyékony közeg”, amely az ionokat és a semleges anyagokat hordozná az ionizált gázban.
Langmuir felfedezte, hogy a plazma bizonyos tartományai az elektronsűrűségben periodikus ingadozást mutatnak. Később ezeket Langmuir-hullámoknak nevezték el.

## A plazmafizika rövid története
Az 1920-as és 1930-as években néhány elszigetelt kutatót egy-egy konkrét gyakorlati probléma indította el, hogy elkezdje tanulmányozni a plazmafizikát.
Az egyik ilyen téma volt a nagytávolságú rövidhullámú rádióhullámok terjedésének vizsgálata, ami az ionoszféra felfedezéséhez vezetett (ez részben ionizált gázréteg a felső atmoszférában, ami visszaveri a rádióhullámokat, ezáltal azok a kiindulási ponttól igen nagy távolságra is vehetők). Az ionoszféra részben elnyeli és torzítja a rádióhullámokat.
A Föld mágneses tere miatt a különböző polarizációjú rádióhullámok különböző sebességgel terjednek. Ez „visszhangossá” teszi a jelet: kicsit hamarabb és kicsit később is megérkezik a legerősebb jel mellett. Ez rontja például a beszéd érthetőségét, ezért különböző tudósok dolgozni kezdtek a probléma megértésén és megszüntetésén. Ilyen volt E.V. Appleton és K.G. Budden, akik fokozatosan fejlesztették a nem-uniform módon mágneses plazmában az elektromágneses hullámok terjedésére vonatkozó elméletüket.
Mások a gáztöltésű elektroncsövek kapcsolásra és feszültségszabályozásra használt működését vizsgálták (mindez a félvezetőket alkalmazó korszak előtt volt).
A 20. század első felében az asztrofizikusok felismerték, hogy az univerzum nagy része plazmából áll, így az asztrofizikai folyamatok jobb megértéséhez szükséges a plazmafizika mélyebb ismerete. Ezen a területen úttörő szerepet játszott Hannes Alfvén, svéd Nobel-díjas fizikus, aki az 1940-es években kifejlesztette a magnetohidrodinamika elméletét (röviden: MHD). Az elméletben a plazma úgy viselkedik, mint egy elektromosan vezető folyadék. Alfvén az elméletében bevezette az Alfvén-hullámokat, amik fontos szerepet játszanak az asztrofizikai plazmában. Az elmélet sikeresen alkalmazható a napfoltok, a napkitörések, a napszél, a csillagkeletkezés és egy csomó hasonló asztrofizikai témában. Két téma különleges érdeklődésre tart számot az MHD-n belül, ezek a mágneses újrakapcsolódás és a dinamo-elmélet. A mágneses újrakapcsolódás folyamata során a mágneses erővonalak topológiája hirtelen megváltozik. Ez a folyamat lehetővé teszi a nagy mennyiségű mágneses energia hőenergiává való gyors átalakítását, továbbá töltött részecskék extrém nagy sebességre való felgyorsítását. Azt gyanítják, hogy ez a mechanizmus állhat a napkitörések mögött.
A dinamo-elmélet azt a folyamatot írja le, aminek során az MHD „folyadék” mozgása makroszkopikus mágneses teret hoz létre. Ez a folyamat azért fontos, mert a dinamo-hatás hiányában a földi és a Napból származó mágneses tér erőssége (asztrofizikai értelemben) gyorsan lecsökkenne. A Föld mágneses terét az olvadt mag mozgása tartja fenn, ami jó közelítéssel leírható mint MHD folyadék.
Ezeken felül a hidrogénbomba létrehozása 1952-ben nagy érdeklődést keltett, mert felvetette azt a lehetőséget, hogy a kontrollált termonukleáris fúzió felhasználható lesz mint a jövő energiaforrása.
Az 1950-es évek elején ezek a kutatások titokban folytak az Egyesült Államokban, Nagy-Britanniában, Franciaországban és az akkori Szovjetunióban, ahol egyidejűleg megindult a plazmafizika alapú mágneses fúziós energia nagymértékű kutatása. Mivel ez a munka a termonukleáris fegyverek kutatásának egyik előfutára volt, kezdetben titkosították, de mindegyik ország megszüntette a titkosítást 1958-ban, ez később nagy hatású tudományos publikációk megjelenéséhez vezetett. Azóta sok más ország is részt vesz a fúziós kutatásokban (Japán, Dél-Korea, Kína, India).
1958-ban James Van Allen az amerikai Explorer műhold adatai alapján felfedezte a Van Allen sugárzási övet, ami körbeveszi a Földet. Ez a felfedezés jelezte a Föld magnetoszférája és a világűrbeli plazmák tanulmányozásának kezdetét.
Az 1960-as években a nagy energiájú lézerek alkalmazásával felfedezték, hogy ahol a lézernyaláb a szilárd testtel érintkezik, ott a szilárd anyag elpárolog és plazma keletkezik.
A fúziós kutatások előrehaladása az 1960-as évek nagy részében lassú volt, de az évtized végére a tapasztalatokon kidolgozott orosz tokamak konfiguráció jobb eredményeket mutatott a plazmákban, mint a korábbi két évtized kevés eredménye.
Az 1970-es és 1980-as években számos tokamakot alakítottak ki, amelyek fokozatosan javultak, és a 20. század végén a tokamakban majdnem sikerült a fúziós áttörés. A 21. század elején nemzetközi megállapodás született a Nemzetközi Termonukleáris Kísérleti Reaktor (ITER) megépítésére, amely egy 500 megawatt fúziós kimeneti teljesítmény előállítására tervezett tokamak.
A nem-tokamak fúziós megközelítéseket is különböző sikerekkel folytatták; sokan magukban foglalják a tokamakban használt mágneses rendszert. A mágneses záráson alapuló fúziós sémákkal ellentétben olyan inerciális rendszert is kifejlesztettek, amelyekben a nagy teljesítményű lézerek vagy hasonló erőforrások a milliméteres átmérőjű, termonukleáris üzemanyagot tartalmazó pelleteket bombázzák ultra-rövid, rendkívül erős impulzusokkal, erősen célzott irányított energiával.
Hasonló erőfeszítések történtek a világűrben lévő plazmák tanulmányozására. Az olyan földközeli plazmák vizsgálata, mint a sarki fény és az ionoszféra, már a 19. században megkezdődött. A mérések köre nagymértékben bővült az űrhajózás rutinszerűvé válásával, mert így a mérőeszközöket az űrben lehetett elhelyezni, és lehetővé vált a Föld mágneses terének, a napszélnek és a Nap koronakidobódásainak a közvetlen mérése.

## A plazma jellemzői
A plazmának három alapvető fizikai jellemzője van.
- részecskesűrűség (db/m³)
- hőmérséklet (többnyire eV-ban adják meg). Ez nem termikus hőmérséklet, hanem az energiaszintet jellemzi (kBT). 1 eV = 11 600 K
- a mágneses tér erőssége (Tesla)

A többi jellemző (Debye hossz, Larmor sugár, plazma frekvencia, ciklotron frekvencia, hőmérsékleti sebesség) ezekből levezethető.
A részben ionizált plazmák esetén az ionizáltság mértéke is lényeges adat.

## Alacsonyfrekvenciás, mágneses plazma: Alfvén-hullám
Az alacsonyfrekvenciás plazmahullámokat, amik mágneses térben haladnak, Alfvén-hullámnak nevezzük. A mágneses tér egyöntetű és állandó. Alacsony frekvencia alatt azt értjük, hogy a hullámfrekvencia (ω) sokkal kisebb, mint az ion ciklotron frekvencia (ωci). Több típusú hullám létezik ebben a frekvencia-tartományban. Egyeseknek statikus elektromos jellemzőjük is van (∇×E = 0), míg más hullámoknál az elektromos térnek induktív összetevője is van (∇×E ≠ 0). Faraday törvénye, ∇×E = −∂B/∂t megmutatja, hogy ha az elektromos tér statikus, akkor a mágneses tér is állandó, induktív elektromos tér esetén viszont megjelenik egy időtől függő mágneses tér.

## Hideg és forró plazma
A hideg plazma hullám olyan hullám, aminek a hőmérséklettől független diszperziós jellemzője van, vagyis a hőmérséklet változása nem változtatja meg a hullámot. A forró plazma hullámnak létezik a hőmérséklettől függő diszperziós jellemzője. Vagyis a hideg és a forró kifejezések nem a hullám hőmérsékletére utalnak, hanem a hullám plazmahőmérséklettől való függésére vagy függetlenségére. Általánosságban a hideg plazma hullám azonos Hamilton-Lagrange-dinamikával rendelkező, nagyszámú részecske következményeként írható le, míg a forró plazma hullámok több, különböző dinamikával rendelkező részecskék csoportjait foglalják magukba, amiknek különböző a kezdeti sebessége. Így a forró plazma hullámok a statisztikus mechanika vagy a termodinamika alapján írhatók le.

## A plazmafizika alkalmazásai
- Az 1960-as évektől folytak kísérletek plazmahajtómű létrehozására, ami azóta kisebb és nagyobb teljesítményű változatban rendelkezésünkre áll az űrhajózásban.
- Az 1980-as évek végétől kezdve alkalmaznak plazmát integrált áramkörök alkatrészeinek előállításához.
- Az USA az acéltermelésének 40%-át újra feldolgozza, az acél megolvasztásához plazmát használnak, ami 100 tonna acélt percek alatt folyékony állapotba hoz.
- Plazmatévé
- Víztisztítás
- Fémek vágása, hegesztése